# Stadion Spartak w Kijowie
Stadion "Spartak" (ukr. Стадіон «Спартак») – wielofunkcyjny stadion położony w ukraińskim mieście Kijów. 
Stadion "Spartak" w Kijowie został zbudowany w 1934. Po rekonstrukcji w 1980 na stadionie ustanowiono oświetlenie. Rekonstruowany stadion może pomieścić 5 000 widzów.